# Gerardo Lizarraga
Gerardo Lizarraga Istúriz (Pamplona, 30 de octubre de 1905 - Ciudad de México, 3 de agosto de 1982) fue pintor, ilustrador y cartelista español.

## Biografía
Nació en una familia acomodada y culta. Su padre, Eugenio Lizarraga, era abogado y concejal en el Ayuntamiento de Pamplona a principios del siglo XX. Persona interesada por la cultura y por la música, solía ir a la ópera en París y visitaba su amigo Pablo Sarasate. En alguna ocasión se hizo acompañar por su hijo Gerardo.
Decidió ser pintor en 1924 y comenzó a estudiar pintura en Pamplona con Javier Ciga, y más tarde en la Real Academia de Bellas Artes de San Fernando  de Madrid con los profesores Cecilio Pla, Manuel Benedito y Julio Romero de Torres. Tuvo de compañeros de clase a Remedios Varo, José Luis Florit, Francis Bartolozzi, Adela Tejero, Pilar Gamonae y Pedro Lozano de Sotés. 
En 1928 presentó cuatro cuadros en la Exposición de Artistas Vascos de San Sebastián, y ese mismo año la Diputación Foral de Navarra le concedió una beca de dos años para estudiar en París. Fue director artístico de la Office International de Publicité et Édition.
En 1930 un cartel realizado por él anunció las fiestas de San Fermín. Se trata de una imagen de un txistulari vestido con el traje tradicional de la fiesta: camisa y pantalón blanco, faja y pañuelo rojo. 
Ese mismo año de 1930 se casa en San Sebastián con la pintora Remedios Varo y Uranga y se trasladan a París. En 1932 regresan a Barcelona donde se instalan. En esa ciudad realizó escenografía para teatro y ganó varios premios en concursos de carteles. Continuó participando en exposiciones, como el II Festival de Artistas Vascos celebrado en Bilbao en 1932 donde expuso junto a otros pintores navarros como Jesús Basiano, Javier Ciga, Miguel Pérez Torres, Crispín Martínez Pérez, María Teresa Gaztelu y Karle Garmendia, y en otra exposición organizada por el Ateneo Navarro de Pamplona en el mismo año.

### Guerra civil y exilio
Cuando estalló la Guerra Civil en 1936, era el director artístico de la agencia de publicidad  Walter Thompson y en aquellos momentos se encontraba en París, pero regresó a Barcelona para incorporarse al ejército republicano. Fue nombrado Catedrático de Bellas Artes de la Escuela Unificada de la Generalidad de Cataluña. Pedro Mari (Canción de Libertad) realizó los decorados y vestuario de la ópera. En 1936 participó en la creación de la Unión de Pintores Profesionales. Colaboró en la creación de la productora "Ediciones Antifascistas" y escribió los guiones para la misma, así como la dirección y edición de varios cortometrajes (Tejados hundidos, Un periódico Mural, Hoy hace un año), como asistente del director Manuel Ordóñez de Barraicúa. En 1938 también participó en la película surrealista Don Do-Re-Mi-Fa-Sol-La-Si-Do de José Fogués en la que realizó diseños y formó parte del reparto.
En enero de 1939 huyó a Francia. Fue encarcelado en campos de concentración, primero en Argelès-sur-Mer, luego en Agde y Clermont-Ferrand. Durante estas estancias realizó numerosos dibujos y caricaturas, muchos de estilo surrealista y, en sus palabras, que conforman su obra más importante.
Gracias a la mediación de su esposa Remedios Varo, fue liberado en 1941; de hecho, cuando Gerardo estaba en el campamento de Argelès-sur-Mer, estaban allí fotógrafos internacionales que informaban sobre la situación de los que huían de la guerra española. Uno de ellos, Chiki Weisz, grabó unas imágenes que Remedios Varo vio en un cine de en París. Así fue como Varo, que en aquellos momentos era la pareja de Benjamin Peret, supo que Lizarraga seguía vivo.
Tras su paso por los campos, en 1942 consiguió la libertad y estuvo un tiempo en Marsella. Organizó exposiciones en las Galerías Paradis de Marsella y en la Galería Mirian Michelle. Realizó maquetas, retratos y presentaciones para las exposiciones de la oficina Office de Propagande Alliée de la Francia Libre. Puso el escenario para tres películas y el Ballet Español de Vicente Escudero.

### México, lugar de acogida
En 1942 obtuvo una visa y un billete para ir a México. Una vez allí, se unió a un grupo de artistas europeos exiliados: la propia Remedios Varo, Benjamin Péret, Kati Horna y José Horna, Leonora Carrington y Chiki Weisz, entre otros. Hasta el final de la Segunda Guerra Mundial, continuó haciendo modelos para la Oficina de Propaganda Aliada con Remedios Varo y Esteban Francés. En 1945, también fundó el Círculo de Bellas Artes de la Ciudad de México junto con otros refugiados. En México realizó una gran obra de arte tanto en ilustración como en pintura. Allí también se creó la Asociación Gaztelupe entre algunos de los vascos. .
Se volvió a casar en 1946 con la fotógrafa de Tudela Presentación Cruchaga Valdemoros (apodada Ikerne en el mundo de la fotografía), quien se había refugiado en México. Tuvieron dos hijos, Amaya y Xabier Lizarraga. Vivieron en Acapulco durante varios años.
En 1957, trabajó para la 20th Century Fox, en The Sun Also Rises de Henry King (basado en el libro de Hemingway Fiesta), como asesor técnico y director de arte, y también  hizo toda la pintura sobre las corridas de toros en la película.
Se divorció en 1963, y en la década de 1970 conoció a la escritora Asunción Lazcorreta, una mujer que investigaba sobre Remedios Varo, y se casó con ella para ayudarla a adquirir la nacionalidad mexicana, que ya había obtenido Gerardo. Se divorció de nuevo a principios de la década de 1980.
Murió el 3 de agosto de 1982 a la edad de 76 años.

## Obras
Además de la pintura, se destacó en el dibujo y carteles publicitarios y logró un gran éxito. También pintó óleos. Vivía en México, retrataba, pintaba murales y pintaba sobre todo paisajes, y Aurelio Arteta participaba en la exposición organizada como homenaje al Centro Vasco de México.
Su obra destaca la influencia del cubismo, su estancia en París, su tendencia al naturalismo y la inspiración de los grandes pintores de la historia. Dominó la técnica del dibujo, y el uso de la luz también es digno de mención en sus pinturas.
Especialmente en los campos, sus dibujos son rasgos evidentes que reflejan la tragedia del exilio, la alta expresión.

## Premios, exposiciones y homenajes
- En 1930, Cartel de Fiestas de San Fermín.[5]
- En 2007, en la Sala de Armas de la Ciudadela de Pamplona, forma parte de una semblanza homenaje a varios artistas nacidos en torno a 1907 junto a Leocadio Muro Urriza, Antonio Cabasés, Julio Briñol, Crispín Martínez, Eugenio Menaya, Asunción Asarta, Adela Bazo, Emilio Sánchez Cayuela “Gutxi”, Gerardo Sacristán, Pedro Lozano de Sotés y Francis Bartolozzi.[5]
- En 2021, en el Museo de Navarra de Pamplona, se celebra la exposición individual "Gerardo Lizarraga. Artista en el exilio. Artista erbestean" patrocinada por el Instituto Navarro de la Memoria y comisariada por Blanca Oria.
- En Museo Lázaro Galdiano de Madrid tiene lugar la exposición individual "Gerardo Lizarraga. Dibujos en los campos del exilio (1939-1941)" patrocinada por el Instituto Navarro de la Memoria. La muestra estuvo comisariada por Blanca Oria.

## Documental
En 2018 se estrena en el festival de cine Zinebi el documental "Estrellado", dirigido por Blanca Oria. Se trata de un recorrido por la vida y la obra de Gerardo Lizarraga.